# Heinrich Auer (Bibliothekar)
Joachim Heinrich Auer (* 29. April 1884 in Köln; † 15. Mai 1951 in Freiburg im Breisgau) war ein deutscher Bibliothekar. Er war Direktor der Caritasbibliothek.

## Leben
Er war der Sohn des Kaufmanns und Mühlenbesitzers Heinrich Auer und dessen Ehefrau Elisabeth geborene Peschges. Nach dem Besuch des Gymnasiums in Andernach studierte er bis 1910 an den Universitäten Freiburg im Breisgau, Heidelberg und Bonn Geschichte. Anschließend war er als wissenschaftlicher Hilfsarbeiter an der Zentrale des Deutschen Caritasverbandes in Freiburg im Breisgau ab 1911 tätig. 1913 erfolgte seine Ernennung zum Bibliothekar. Von 1916 bis 1918 nahm er am Ersten Weltkrieg teil. 1922 wurde er Direktor der Bibliothek des Deutschen Caritasverbandes. Außerdem war Heinrich Auer als Mitherausgeber der Schriften zur Caritaswissenschaft sowie des Kirchlichen Handbuches tätig.
Er war Mitglied der Görres-Gesellschaft und blieb zeitlebens unverheiratet.
Auer wurde 1942 wegen Kritik am Führer denunziert und kam in Gestapo-Haft, er war von 1943 bis 1945 im Konzentrationslager Dachau inhaftiert.

## Schriften (Auswahl)
- Friedrich Ozanam. Der Gründer des Vinzensvereins. Ein Leben der Liebe, Freiburg i. Br., Caritas Verlag, 1913.
- Der deutsche Caritasverband und seine Diözesanverbände im Jahre 1921 – ein Bild der Arbeit, Freiburg i. Br., Caritas Verlag, 1922.
- Caritasdienst durch Vereinsarbeit Baden (1815–1928) Sonderdruck aus der Festschrift. Auf den Pfaden der Caritas, Caritasverband, 1928.
- Heinrich Hansjakob. Ein Beitrag zu seinem Leben und Wirken. Mit einer Hansjakob-Bibliographie, Freiburg i. Br., Caritas Verlag, 1939.
- Simon Deggelmann, Konstanz/Bd., Kanisiuswerk, 1951.

## Ehrungen
- 1929 Pro Ecclesia et Pontifice
- 1947 Ehrensenator der Universität Freiburg im Breisgau